# 桑原王
桑原王（くわばらおう、生年不詳 - 宝亀5年8月18日（774年9月28日））は、奈良時代の皇族。二品・志貴皇子の孫。官位は従四位下・上総守。

## 経歴
天平宝字7年（763年）三世王の蔭位により従五位下に直叙される。称徳朝では縫殿頭を務める一方で下総員外介を兼帯した。
神護景雲4年（770年）8月に称徳天皇が崩御すると、その葬儀において御前次第司を務め、間もなく下野員外介次いで下総介に任ぜられる。同年10月に伯父の白壁王が即位（光仁天皇）したことから、11月に二世王待遇として従兄弟の鴨王・神王とともに四階昇進して従四位下に叙せられる。宝亀2年（771年）上総守に任ぜられている。のち、宝亀3年（772年）奈貴王とともに衣縫内親王の喪事を、翌宝亀4年（773年）佐伯今毛人とともに難波内親王の喪事を監護している。
宝亀5年（774年）8月18日卒去。最終官位は上総守従四位下。

## 官歴
『続日本紀』による。
- 天平宝字7年（763年） 正月9日：従五位下（直叙）
- 時期不詳：縫殿頭
- 神護景雲3年（769年） 6月9日：兼下総員外介
- 神護景雲4年（770年） 8月17日：御前次第司次官（称徳天皇葬儀）。8月22日：下野員外介。8月28日：下総介。11月6日：従四位下
- 宝亀2年（771年） 9月16日：上総守
- 宝亀5年（774年） 8月18日：卒去（上総守従四位下）